# Глебов-Путиловский, Николай Николаевич
Никола́й Никола́евич Гле́бов-Пути́ловский (Гле́бов) (парт. псевд. Степан Голубь; 1 мая 1883, Чистополь — 15 июля 1948, Востураллаг) — деятель революционного и рабочего движения в России, меньшевик, один из первых организаторов советской кинематографии, редактор, работник профессионального образования. Жертва политических репрессий в СССР.

## Биография
Родился в Чистополе Казанской губернии, по происхождению из мещан. С восьми лет подрабатывал на заводе, окончил ремесленное училище. Работал слесарем-инструментальщиком на Сормовском заводе в Нижнем Новгороде. Участвовал в рабочем движении, член РСДРП с 1901 года (по другим сведениям с 1902 года).
С 1904 работал слесарем-лекальщиком на Путиловском заводе в Санкт-Петербурге, участвовал в шествии 9 января 1905 года. В начале 1905 года перешёл на нелегальное положение, переехал в Киев, был организатором партийной работы РСДРП в Подольском районе Киева. Летом 1905 года вернулся в Санкт-Петербург, был руководителем организации РСДРП Обуховского района, вёл кружки, был избран в Петербургский совет рабочих депутатов под именем Степан Голубь, входил в состав Исполнительного комитета совета, совместно с А. Л. Парвусом и Л. Г. Дейчем редактировал информационный бюллетень «Известия Совета рабочих депутатов». Подвергался арестам в 1902, 1905, 1906 годах. В январе 1906 года бежал из-под ареста, при помощи Н. Е. Буренина переправился через границу в Гельсингфорс, жил в эмиграции в Бельгии, Швейцарии, Франции. В Женеве около полугода работал в библиотеке Г. В. Плеханова, в 1908 году жил в семье А. М. Горького на Капри. Затем переехал в Париж, был вольнослушателем на вечерних курсах Сорбонны, издал несколько номеров собственной газеты «Пролетарское знамя» (1910). В 1912 году вновь переехал в Женеву, работал на заводе и поддерживал связи с Плехановым. Одновременно публиковал свои статьи и рассказы из рабочей жизни в социал-демократических изданиях и в журналах «Жизнь для всех», «Нива», «Русская мысль». Состоял в Международном комитете помощи безработным рабочим России.
В 1917 году вернулся в Петроград, работал слесарем-лекальщиком в пушечной мастерской Путиловского завода. В РСДРП принадлежал к группе Плеханова. В марте 1918 года создал Единую рабочую партию (ЕРП). Публиковался в советской печати. В мае 1918 года в журнале «Новая жизнь» вступил в полемику с Горьким о роли интеллигенции в развитии культуры и духовном возрождении страны. Один из лидеров, член бюро движения — Чрезвычайное собрание уполномоченных фабрик и заводов Петрограда (ЧСУФЗП) (1918). 21 июля 1918 года арестован в Москве вместе с другими делегатами намеченного Всероссийского съезда рабочих. Следственной комиссией Ревтрибунала постановлением от 2 сентября 1918 года был освобождён на поруки Д. Б. Рязанова. В 1917—1925 годах избирался депутатом Петроградского совета рабочих и солдатских депутатов (с 1924 года — Ленинградского совета рабочих, крестьянских и красноармейских депутатов).
В 1918—1919 годах — заместитель заведующего, заведующий отделом народного образования Московско-Нарвского района Петрограда.
В 1919 году после газетной статьи «Кино-Васька» и разговора в Смольном с Г. Е. Зиновьевым назначен председателем Петроградского кинокомитета (с октября 1920 года — заведующий Петроградским окружным фотокиноотделом (ПОФКО)). Организатор фотокиносъёмок на 1-м съезде народов Востока в Баку, II и III Конгрессах Коминтерна в Москве.
В 1921—1925 годах — уполномоченный в Северо-Западной области по профессиональному транспортному образованию Народного комиссариата путей сообщения РСФСР (с 1923 года — Народного комиссариата путей сообщения СССР). В 1925—1927 годах — уполномоченный Контрольного комитета по бракеражу Северо-Западного областного управления Народного комиссариата внешней торговли СССР (с ноября 1925 года — Народного комиссариата внешней и внутренней торговли СССР).
Затем работал редактором ряда непериодических изданий «Красной газеты», в 1930—1931 годах — редактор Ленинградского областного издательства. Поддерживал дружеские отношения с И. И. Бродским, П. Н. Филоновым. Был инициатором и организатором выставки П. Н. Филонова в ноябре 1930 года в Государственном Русском музее, выступал в защиту творчества художника. В 1931 году вышла в свет фантастическая повесть Яна Ларри «Страна счастливых» при поддержке и с предисловием Глебова-Путиловского; в «Литературной газете» от 15 августа 1931 года книга была подвергнута резкой критике, названа вредной.
С 1932 года — кандидат в члены ВКП(б). В 1932—1934 годах — директор Ленинградского Государственного дома антирелигиозного просвещения. В 1933—1934 годах — директор Государственного антирелигиозного музея. С августа 1935 года — заместитель директора по учебной части Ленинградского института живописи, скульптуры и архитектуры. С августа 1937 года — директор Ленинградского отделения Треста коммунального строительства. В 1938 году уволился, жил на персональную пенсию.
Арестован 15 июня 1938 года (по другим данным — 19 июня), обвинён в «организации контрреволюционной троцкистской группы и ведении активной борьбы против ВКП(б) и советской власти». Приговорён 29 декабря 1939 года Особым совещанием при НКВД СССР по статьям 58-10, 58-11, 58-13 УК РСФСР к исправительно-трудовым работам сроком на 8 лет. Отбывал срок в Восточно-Уральском исправительно-трудовом лагере (Востураллаг) НКВД в Свердловской области. Повторно арестован 8 февраля 1946 года. Приговорён 8 февраля 1946 года решением спецлагсуда к 10 годам исправительно-трудовых работ с поражением в правах на 5 лет. Умер 15 июля 1948 года в Востураллаге. Место захоронения — Восточно-Уральский ИТЛ. Реабилитирован посмертно 16 мая 1958 года Президиумом Ленинградского городского суда.

### Семья
- жена — Евдокия Николаевна Глебова (урождённая Филонова,1888—1980), певица, сестра художника П. Н. Филонова[34][50][51].

## Комментарии
1. ↑  В июне 1920 года ЕРП объявила о самороспуске и вхождении в РКП(б), однако Глебов-Путиловский не был принят в ряды РКП(б)[15].
2. ↑  ЧСУФЗП было признано контрреволюционной организацией и распущено постановлением Петросовета от 27 июня 1918 года[21].
3. ↑  Был издан каталог выставки, шла полемика в прессе и дискуссии во время закрытых общественных просмотров. Для зрителя выставка открыта не была[37].
4. ↑  По свидетельству К. И. Чуковского, Глебов-Путиловский был освобождён от работы в издательстве за допущеные политические ошибки в редактировании непериодических изданий[41].
5. ↑  Упоминаеся в документах по расследованию убийства С. М. Кирова. В записке по прямому проводу Я. С. Агранова И. В. Сталину от 4 декабря 1934 года о ходе следствия по делу Л. В. Николаева сообщалось, что «в записной книжке Л. Николаева был обнаружен адрес Глебова-Путиловского. Установлено, что Глебов-Путиловский в 1923 году был связан с контр-революционной группой „Рабочая Правда”.  Приняты меры к выяснению характера связи между Николаевым и Глебовым-Путиловским»[46].